# Łubienka
Łubienka – szczyt o wysokości 453 m n.p.m., na Pogórzu Przemyskim, w Paśmie Kruszelnicy.